# Гощендза
Гощендза (пол. Goszczędza) — село в Польщі, у гміні Грабув Ленчицького повіту Лодзинського воєводства.
Населення — 148 осіб (2011).
У 1975-1998 роках село належало до Конінського воєводства.

## Демографія
Демографічна структура станом на 31 березня 2011 року:
|          | Загалом | Допрацездатний вік | Працездатний вік | Постпрацездатний вік |
| -------- | ------- | ------------------ | ---------------- | -------------------- |
| Чоловіки | 72      | 18                 | 48               | 6                    |
| Жінки    | 76      | 16                 | 34               | 26                   |
| Разом    | 148     | 34                 | 82               | 32                   |